# فیزلر
گرهارت فیزلر ورکه(به آلمانی: Gerhard Fieseler Werke) (GFW) یک سازنده هواپیما آلمانی در دهه‌های ۱۹۳۰ و ۱۹۴۰ واقع در کاسل بود. این شرکت بیشتر به خاطر هواپیماهای نظامی خود که در طول جنگ جهانی دوم برای لوفت‌وافه ساخته شده بود، شناخته شده‌است.

## هواپیماها
هواپیماهای فیزلر شامل:

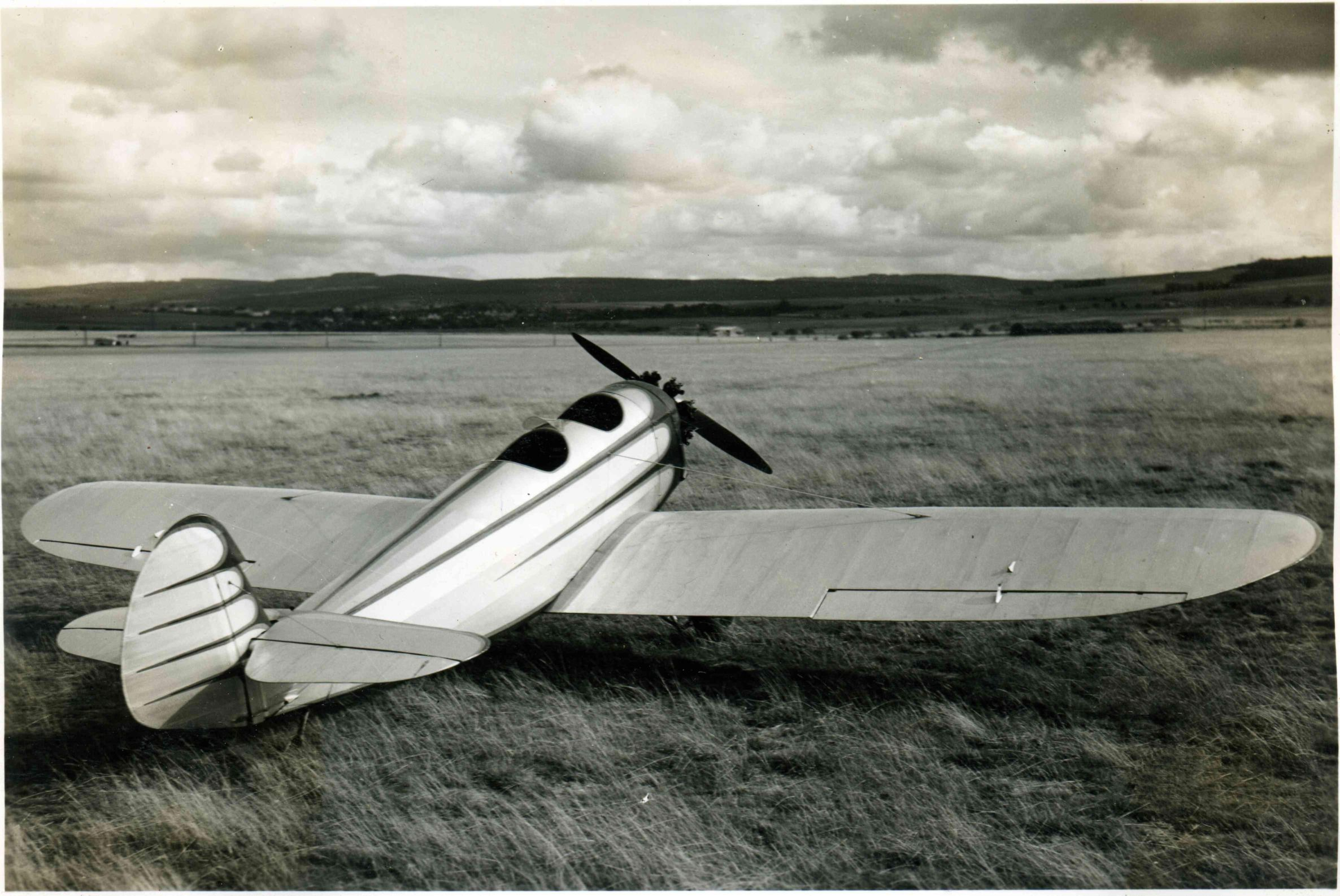
فیزلر اف ۴

- هواپیمای آکروباتیک اف۲ تایگر، ۱۹۳۲
- اف3 Wespe (Wasp) بال آزمایشی پرواز، حدود. ۱۹۳۱
- هواپیمای ورزشی آکروباتیک و آموزشی اف۵، ۱۹۳۳
- فی ۹۷، هواپیمای مسابقه ای تک‌بال، ۱۹۳۴
- فی ۹۸، جنگنده دوبال، ۱۹۳۶
- فی ۹۹، هواپیمای ورزشی
- فی ۱۰۳ (وی-۱)
- فی 103 Reichenberg، نسخه آزمایشی وی-۱
- فی ۱۵۶ استروک، هواپیمای شناسایی STOL
- فی ۱۵۷، هواپیمای بدون سرنشین به عنوان هدف ضدهوایی
- فی ۱۵۸، هواپیمای تحقیقاتی
- فی ۱۶۶، جنگنده جت پرتاب عمودی
- فی ۱۶۷، هواپیمای دوبالای شناسایی و اژدر افکن دریاپایه
- فی ۱۶۸، هواپیمای حمله زمینی
- فی ۲۵۳، هواپیمای ورزشی
- فی ۳۳۳، هواپیمای ترابری (طرح مفهومی)

## گلایدرها
- کاسل ۱۲، گلایدر آموزشی،